# Джонстаун (місто, Нью-Йорк)
Джонстаун (англ. Johnstown) — місто (англ. city) в США, в окрузі Фултон штату Нью-Йорк. Населення — 8204 особи (2020).

## Географія
Джонстаун розташований за координатами 43°0′26″ пн. ш. 74°22′30″ зх. д. / 43.00722° пн. ш. 74.37500° зх. д. (43.007335, -74.375065).  За даними Бюро перепису населення США в 2010 році місто мало площу 12,65 км², з яких 12,63 км² — суходіл та 0,02 км² — водойми.

## Демографія
Згідно з переписом 2010 року, у місті мешкали 8743 особи в 3686 домогосподарствах у складі 2160 родин. Густота населення становила 691 особа/км².  Було 4047 помешкань (320/км²).
Расовий склад населення:
| - 95,4 % — білих - 1,3 % — азіатів - 1,0 % — чорних або афроамериканців - 0,1 % — корінних американців |

До двох чи більше рас належало 1,6 %. Частка іспаномовних становила 2,4 % від усіх жителів.
За віковим діапазоном населення розподілялося таким чином: 22,2 % — особи молодші 18 років, 59,5 % — особи у віці 18—64 років, 18,3 % — особи у віці 65 років та старші. Медіана віку мешканця становила 40,4 року. На 100 осіб жіночої статі у місті припадало 89,4 чоловіків;  на 100 жінок у віці від 18 років та старших — 87,3 чоловіків також старших 18 років.
Середній дохід на одне домашнє господарство  становив 58 673 долари США (медіана — 42 950), а середній дохід на одну сім'ю — 65 812 долари (медіана — 47 881). Медіана доходів становила 39 031 долар для чоловіків та 32 656 доларів для жінок. За межею бідності перебувало 14,1 % осіб, у тому числі 14,6 % дітей у віці до 18 років та 9,4 % осіб у віці 65 років та старших.
Цивільне працевлаштоване населення становило 4153 особи. Основні галузі зайнятості: освіта, охорона здоров'я та соціальна допомога — 28,2 %, роздрібна торгівля — 18,6 %, виробництво — 12,7 %, транспорт — 8,6 %.